# Лука Дотто
Лука Дотто (італ. Luca Dotto, 18 квітня 1990) — італійський плавець.
Учасник Олімпійських Ігор 2012, 2016 років.
Призер Чемпіонату світу з водних видів спорту 2011, 2015 років.
Призер Чемпіонату світу з плавання на короткій воді 2012, 2014 років.
Чемпіон Європи з водних видів спорту 2014, 2016 років, призер 2018 року.
Чемпіон Європи з плавання на короткій воді 2010, 2011, 2017 років, призер 2009, 2013 років.
Чемпіон світу з плавання серед юніорів 2008 року.